# Palisota satabiei
Palisota satabiei är en himmelsblomsväxtart som beskrevs av John Patrick Micklethwait Brenan. Palisota satabiei ingår i släktet Palisota och familjen himmelsblomsväxter. Inga underarter finns listade.